# Skogsfotblomfluga
Skogsfotblomfluga (Platycheirus scutatus) är en tvåvingeart som först beskrevs av Johann Wilhelm Meigen 1822.  Skogsfotblomfluga ingår i släktet fotblomflugor, och familjen blomflugor. Arten är reproducerande i Sverige. Inga underarter finns listade i Catalogue of Life.

## Bildgalleri

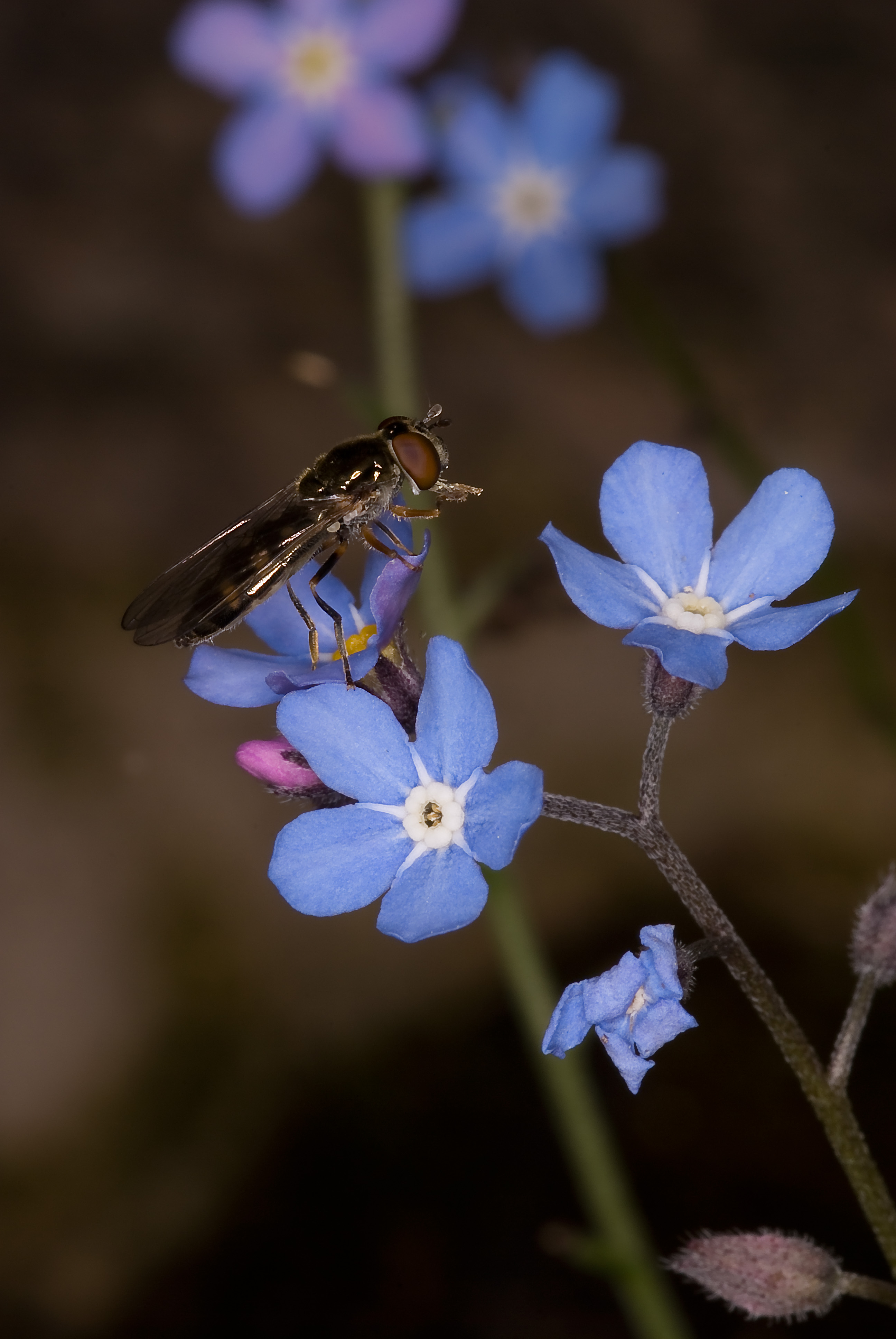
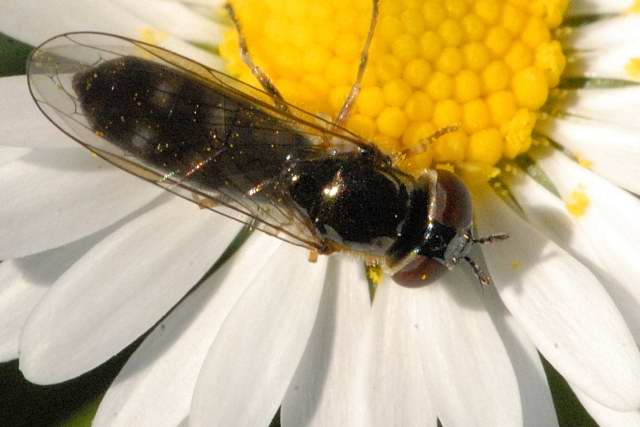